# Olympische Winterspiele 1936/Teilnehmer (Rumänien)
Rumänien nahm an den IV. Olympischen Winterspielen 1936 in Garmisch-Partenkirchen mit einer Delegation von 15 Athleten teil.

## Teilnehmer nach Sportarten

### Bob
Männer
- Alexandru Budișteanu
- Alexandru Frim
- Dumitru Gheorghiu
- Alexandru Ionescu
- Aurel Mărăcescu
- Tiţă Rădulescu

### Eiskunstlauf
Männer Einzel
- Roman Turușanco

Paare
- Alfred Eisenbeisser & Irina Timcic

### Skilanglauf
Männer
- Ioan Coman
- Rudolf Kloeckner
- Josif Kovacs
- Wilhelm Zacharias

### Skispringen
Männer
- Hubert Clompe

### Ski Alpin
Männer
- Rudolf Kloeckner
- Josif Kovacs
- Horst Scheeser
- Wilhelm Zacharias